# Estadio Rubén Guifarro
El Estadio Rubén Guifarro es un estadio de usos múltiples en Catacamas, Honduras. Actualmente se utiliza sobre todo para partidos de fútbol. Fue sede del Atlético Olanchano desde 2001 hasta 2016 y tiene capacidad para 5 000 personas.